# Stefan Zadarnowski
Stefan Zadarnowski (ur. 12 listopada 1902, zm. po 27 sierpnia 1944 w Dachau) – polski inżynier leśnictwa, Sprawiedliwy wśród Narodów Świata.

## Życiorys
Stefan Zadarnowski uzyskał wykształcenie inżyniera leśnictwa. Przed rozpoczęciem działań II wojny światowej pracował i mieszkał razem z małżonką Ireną Zadarnowską w leśniczówce w Żołudku koło Lidy. Po ataku Sowietów na okolice Lidy małżeństwo uciekło do Wilna. Zadarnowski został wydalony stamtąd na podstawie podejrzeń o antykomunizm. Po zajęciu przez niemieckich okupantów Wilna w czerwcu 1941 r. Zadarnowski ukrył się z Ireną w leśniczówce w Żołudku. Razem z żoną ukrywał zbiegłe z getta wileńskiego Maszę Perewoską oraz jej córkę Lily. W obawie przed partyzantką sowiecką Zadarnowscy wyprowadzili się z Żołudka do mieszkania w Lidzie, z kolei dotąd ukrywana Masza Perewoska wyjechała do Konstancji, udając folksdojczkę i zabierając ze sobą córkę. Po pobycie w Lidze Zadarnowscy uciekli do Warszawy. W czasie powstania warszawskiego pod koniec sierpnia Zadarnowski trafił do Dachau, gdzie zmarł.
28 maja 2000 r. Stefan Zadarnowski został pośmiertnie odznaczony tytułem Sprawiedliwego wśród Narodów Świata. Wcześniej, w 1964 r. uhonorowano tym tytułem jego małżonkę Irenę Zadarnowską.